# Puchar Polski (województwo pomorskie) w piłce nożnej mężczyzn (2023/2024)
W sezonie 2023/2024 Puchar Polski na szczeblu regionalnym w województwie pomorskim składał się z 4 rund, w której uczestniczyło 16 zespołów: 10 z OPP Gdańsk, 2 z OPP Malbork oraz 4 z OPP Słupsk. Rozgrywki wyłoniły zdobywcę Regionalnego Pucharu Polski w województwie pomorskim i uczestnika na szczeblu centralnym Pucharu Polski w sezonie 2024/2025.

## Uczestnicy
| III liga                                                                                     | IV liga | klasa okręgowa | A klasa                        |
| -------------------------------------------------------------------------------------------- | --- | --- | ------------------------------ |
| - Cartusia Kartuzy (OPP Gdańsk) - Stolem Gniewino (OPP Gdańsk) - Gedania Gdańsk (OPP Gdańsk) | - Pomezania Malbork (OPP Malbork) - Gryf Wejherowo (OPP Gdańsk) - Sparta Sycewice (OPP Słupsk) - Anioły Garczegorze (OPP Słupsk) - Chojniczanka II Chojnice (OPP Gdańsk) - Pogoń Lębork (OPP Słupsk) - Grom Nowy Staw (OPP Malbork) | - Czarni Pruszcz Gdański (OPP Gdańsk) - Bytovia Bytów (OPP Słupsk) - Wierzyca Pelplin (OPP Gdańsk) - Kaszubia Kościerzyna (OPP Gdańsk) - Stoczniowiec Gdańsk (OPP Gdańsk) | - Amator Kiełpino (OPP Gdańsk) |

## 1/8 Finału
Pary 1/8 finału rozlosowano 4 grudnia 2023 roku, natomiast mecze rozegrano 10 kwietnia 2024 roku.
| 10 kwietnia 2024 | Pomezania Malbork      | 1:3   | Cartusia Kartuzy                                                   |         |
|                  | Mateusz Kobyliński 33' | (0:0) | 71' Mateusz Gułajski · 89' Kornel Przyborowski · 90' Mateusz Trela | Malbork |

| 10 kwietnia 2024 | Gryf Wejherowo                           | 2:2 k. 1:3    | Sparta Sycewice                          |           |
|                  | Jakub Kwidziński 3' · Krzysztof Idzi 67' | (1:1, k. 1:3) | 5' Rafał Bobrowski · 60' Wojciech Wójcik | Wejherowo |

| 10 kwietnia 2024 | Czarni Pruszcz Gdański                      | 2:0   | Bytovia Bytów |                 |
|                  | Jakub Kapuściński 67' · Marcin Karniluk 82' | (0:0) |               | Pruszcz Gdański |

| 10 kwietnia 2024 | Wierzyca Pelplin    | 1:0   | Anioły Garczegorze |         |
|                  | Damian Garbacik 90' | (0:0) |                    | Pelplin |

| 10 kwietnia 2024 | Chojniczanka II Chojnice | 1:3   | Stolem Gniewino                                                         |          |
|                  | Jakub Żywicki 62'        | (0:2) | 3' Fabian Lengiewicz · 39' Kamil Patelczyk · 85' (k) Patryk Soboczyński | Chojnice |

| 10 kwietnia 2024 | Pogoń Lębork | 0:2   | Gedania Gdańsk                              |        |
|                  |              | (0:1) | 2' (s) Martin Romanek · 85' Filip Sosnowski | Lębork |

| 10 kwietnia 2024 | Amator Kiełpino | 0:3   | Kaszubia Kościerzyna                             |          |
|                  |                 | (0:0) | 52', 90' Mateusz Markowski · 89' Rafał Bujnowski | Kiełpino |

| 10 kwietnia 2024 | Stoczniowiec Gdańsk | 1:4   | Grom Nowy Staw                                                                      |        |
|                  | Jan Sadowski 39'    | (1:1) | 25' Mateusz Borowski · 52' Krzysztof Błażek · 53' Mateusz Bany · 72' Norbert Hołtyn | Gdańsk |

## 1/4 Finału
| 24 kwietnia 2024 | Sparta Sycewice                        | 2:1   | Cartusia Kartuzy       |          |
|                  | Donat Adkonis 73' · Łukasz Skierka 85' | (0:0) | 89' Piotr Gryszkiewicz | Sycewice |

| 24 kwietnia 2024 | Czarni Pruszcz Gdański | 1:3   | Wierzyca Pelplin                                                     |                 |
|                  | Jakub Kapuściński 23'  | (1:3) | 11' Serhij Szabanow · 13' Michał Goliński · 16' Hieronim Gierszewski | Pruszcz Gdański |

| 24 kwietnia 2024 | Stolem Gniewino | 0:3   | Gedania Gdańsk                                                    |          |
|                  |                 | (0:1) | 45' Filip Sosnowski · 85' Przemysław Żukowski · 88' Marcin Adamik | Gniewino |

| 24 kwietnia 2024 | Kaszubia Kościerzyna | 0:1   | Grom Nowy Staw     |             |
|                  |                      | (0:0) | 50' Norbert Hołtyn | Kościerzyna |

## 1/2 Finału
| 8 maja 2024 | Wierzyca Pelplin    | 1:2   | Sparta Sycewice          |         |
|             | Michał Goliński 27' | (1:2) | 5' (k), 26' Hubert Żuber | Pelplin |

| 8 maja 2024 | Grom Nowy Staw                                | 3:1 (pd.) | Gedania Gdańsk       |           |
|             | Fabian Urbański 51' · Łukasz Kopka 100', 116' | (0:1)     | 25' Bartosz Zalewski | Nowy Staw |

## Finał
Finał odbywał się 30 maja 2024 roku o godzinie 17:00 na Stadionie Miejskim w Malborku. Zwycięzca uzyskał prawo do gry na szczeblu centralnym Pucharu Polski w sezonie 2024/2025.
| 30 maja 2024 | Sparta Sycewice | 0:5 | Grom Nowy Staw                                                            |         |
|              |                 |     | 10', 41', 85' Mateusz Borowski · 70' Fabian Urbański · 88' Dominik Gwóźdź | Malbork |